# The Perils of Pauline (1933)
The Perils of Pauline foi um seriado estadunidense de 1933, remake sonoro do seriado homônimo de 1914, da Pathé. Foi produzido em 12 capítulos, pela Universal Studios, utilizando sistematicamente o cliffhanger como recurso de roteiro. Evalyn Knapp, atriz originária do cinema mudo produzido pela Pathé, personificou a heroína Pauline Hargrave. Um dos destaques é o histórico voo do hidroavião Dornier Do X, de 1930, com os episódios na Indonésia filmados, na verdade, na América do Sul.

## Sinopse
Um cientista famoso e sua bela filha viajam para a Indochina, com a finalidade de encontrar um disco de marfim, onde se encontra gravada a fórmula para um gás mortal. Um médico vilão, Dr. Bashan, e sua gang também estão procurando pelo mesmo artefato. Pauline é resgatada da morte certa em cada episódio pelo herói Robert Ward e pelo cômico Willie Dodge.

## Elenco
- Evalyn Knapp .... Pauline Hargrave
- Craig Reynolds .... Robert Ward  (creditado como Robert Allen[2])
- William Desmond .... Professor Thompson
- James Durkin .... Professor Hargrave, pai de Pauline
- John Davidson .... Doutor Bashan, o vilão
- Sonny Ray .... Willie Dodge
- Frank Lackteen .... Fang
- Tom London ... Soldado
- Monte Montague ... Guarda
- Jack Mower … Inspetor do Aeroporto (não-creditado)

## Capítulos
1. The Guns of Doom
2. The Typhoon of Terror
3. The Leopard Leaps
4. Trapped by the Enemy
5. The Flaming Tomb
6. Pursued by Savages
7. Tracked by the Enemy
8. Dangerous Depths
9. The Mummy Walks
10. The Night Attacks
11. Into the Flames
12. Confu's Sacred Secret

Fonte: